# Ricardo Faty
Ricardo Faty (Villeneuve-Saint-Georges, Francia, 4 de agosto de 1986) es un exfutbolista senegalés que jugaba como centrocampista.

## Selección nacional
Fue internacional con la selección de fútbol de Senegal en cinco ocasiones.

## Clubes
| Club                         | País     | Año       |
| ---------------------------- | -------- | --------- |
| R. C. Estrasburgo            | Francia  | 2005-2006 |
| A. S. Roma                   | Italia   | 2006-2010 |
| Bayer 04 Leverkusen (cedido) | Alemania | 2007-2008 |
| F. C. Nantes (cedido)        | Francia  | 2008-2009 |
| Aris Salónica F. C.          | Grecia   | 2010-2012 |
| A. C. Ajaccio                | Francia  | 2012-2014 |
| Standard de Lieja            | Bélgica  | 2014-2015 |
| Bursaspor                    | Turquía  | 2015-2018 |
| Ankaragücü                   | Turquía  | 2018-2020 |
| Reggina 1914                 | Italia   | 2020-2022 |
| C' Chartres Football         | Francia  | 2022-2023 |

## Palmarés

### Títulos nacionales
| Título      | Club       | País   | Año  |
| ----------- | ---------- | ------ | ---- |
| Copa Italia | A. S. Roma | Italia | 2007 |